# Boda (Rajgarh)
Boda is een nagar panchayat (plaats) in het district Rajgarh van de Indiase staat Madhya Pradesh. 

## Demografie
Volgens de Indiase volkstelling van 2001 wonen er 8.511 mensen in Boda, waarvan 52% mannelijk en 48% vrouwelijk is. De plaats heeft een alfabetiseringsgraad van 56%. 